# Epicondilul lateral al humerusului

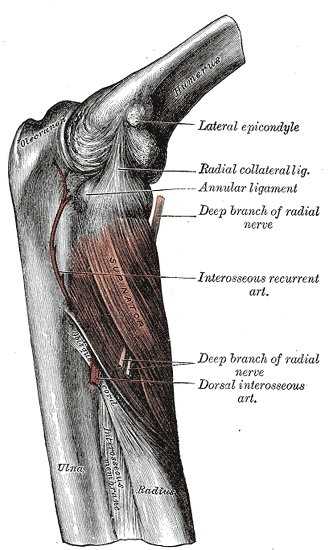
Mușchiul supinator (Epicondilul lateral etichetat în dreapta sus.)

Articulația cotului stâng, care arată ligamentele colaterale posterioare și radiale. (Epicondilul lateral este vizibil în centru).

Epicondilul lateral al humerusului este o prominență mare, tuberculată și ușor curbată în față, care se atașează la ligamentul colateral radial al articulației cotului și la un tendon comun cu originea mușchiului supinator și a unora dintre mușchii extensori. Acești mușchi extensori includ mușchiul anconeus, supinatorul, extensor carpi radialis brevis, extensor digitorum, extensor digiti minimi și extensor carpi ulnaris. La păsări, unde brațul este într-o anumită măsură rotit în comparație cu alte tetrapode, epicondilul este numit epicondilul dorsal al humerusului. În anatomia comparată, se folosește uneori termenul de ectepicondil.
O afecțiune comună asociată cu epicondilul lateral al humerusului este epicondilita laterală, cunoscută și sub numele de cotul de tenis. Suprasolicitarea repetată a antebrațului, așa cum apare în tenis sau alte sporturi, poate duce la inflamarea "tendoanelor care unesc mușchii antebrațului pe partea exterioară a cotului. Mușchii și tendoanele antebrațului se pot deteriora din cauza suprasolicitării, ceea ce duce la durere și sensibilitate pe partea exterioară a cotului. Această afecțiune poate fi tratată prin odihnă, fizioterapie sau, în cazuri severe, intervenție chirurgicală. De asemenea, se pot lua măsuri preventive, precum încălzirea adecvată înainte de activitatea fizică și folosirea echipamentului adecvat pentru a reduce riscul de suprasolicitare a antebrațului.
1. ↑  Saladin, Kenneth S. (2012), Anatomy & physiology : the unity of form and function (ed. 6th ed), McGraw-Hill, ISBN 978-0-07-337825-1, OCLC 670324855, accesat în 22 aprilie 2023
2. ↑  Shubin, Neil H.; Daeschler, Edward B.; Coates, Michael I. (2 aprilie 2004), „The Early Evolution of the Tetrapod Humerus”, Science (în engleză), 304 (5667), pp. 90–93, doi:10.1126/science.1094295, ISSN 0036-8075, accesat în 22 aprilie 2023